# Robert Nozick
Robert Nozick, född 16 november 1938 i New York, delstaten New York, död 23 januari 2002 i Cambridge, Massachusetts, var en amerikansk filosof och professor vid Harvard University. Han var författare till Anarki, stat och utopi, som han år 1974 utgav som ett libertarianskt svar på John Rawls bok En teori om rättvisa. Det är denna bok som gjort Nozick känd utanför den akademiska världen som nyliberal politisk filosof. Han gjorde även insatser inom bland annat beslutsteori och epistemologi och räknas som en av efterkrigstidens ledande engelskspråkiga filosofer.

## Biografi
Nozick var av ryskt-judiskt ursprung, och hans föräldrar kom till USA på 1920-talet. Han studerade vid Princeton University, där han avlade doktorsexamen i filosofi 1963. År 1969 blev han den yngste filosofiprofessorn genom tiderna vid Harvard University.
Nozick var ursprungligen en del av den radikala vänstern, men blev som libertarian en stark kritiker av välfärdsstaten. Under studietiden inspirerades han av litterära verk från ekonomerna Milton Friedman och Friedrich Hayek. Nozick menade att bara en minimal stat är förenligt med frihet. Staten kan inte omfördela välfärd utan att kränka individens rättigheter, menade han, och hävdade att en rättvis fördelning var vilken som helst som uppstod genom legitima och frivilliga avtal mellan individer. 
Under 1980-talet tog Nozick avstånd ifrån okränkbara rättigheter "i den mycket starka libertarianska formen" som han förespråkat i Anarki, stat och utopi. Han kallade sig emellertid fortfarande för libertarian och var anhängare av rättigheter "som skulle förbjuda nästan allt som välfärdsstaten gör och som dess anhängare vill hitta på". Han ansåg nu att medborgarna måste kunna använda staten för att uttrycka gemensamma värden, och rörde sig därmed mot kommunitarismen. Han sade dock att "ryktena om min avvikelse från libertarianismen var mycket överdrivna".

## Anarki, stat och utopi
I boken Anarki, stat och utopi (1974) drar Nozick upp riktlinjerna för hur ett samhälle bör organiseras. Han börjar med att utifrån John Lockes idéer definiera och vidareutveckla teorier om människans naturliga rättigheter, närmare bestämt hennes liv, frihet och egendom. Dessa rättigheter är lika för alla och får inte kränkas av någon annan individ eller sammanslutning. Med dessa rättigheter definierar han "den minimala staten" eller "nattväktarstaten" som en sammanslutning för att skydda de individer som frivilligt vill tillhöra den. Nattväktarstaten har inga andra rättigheter än att skydda sina medborgare från dem som kränker dessa rättigheter. Omfördelning av välfärd är alltså enligt Nozick moraliskt förkastligt. Boken fick år 1975 utmärkelsen National Book Award.
I boken lägger han fram sin "Entitlement Theory" som behandlar ämnet fördelning av samhällets resurser. I ett centralt kapitel, "Distributiv rättvisa", lägger han fram en tredelad rättviseuppfattning gällande detta. Den innebär att en fördelning är rättvis om den uppfyller villkoren om legitimt ursprungligt förvärv och legitima överföringar. Om dessa inte är uppfyllda, träder principen om korrigering av orättvist förvärv i kraft. Dessa tre principer – principen om legitimt ursprungligt förvärv, principen om legitima överföringar av tillgångar, och principen om korrigering av orättvist förvärv – utgör Nozicks teori om samhällelig fördelning.
I synen på legitimt ursprungligt förvärv, av till början oägda naturliga resurser, åberopar han John Lockes teori om förvärv. En central del av denna teori är det som har kommit att kallas det lockeanska villkoret. Det lockeanska villkoret gör gällande att andra människors situation inte får förvärras vid beslagtagande av oägda naturresurser. Givet att detta villkor är uppfyllt (vilket inte är lätt att veta, då det kan tolkas på flera olika sätt, vilket Nozick medger) är alla överföringar, som genomförs på frivillig basis, rättvisa. Nozick avvisar alltså vad han kallar "mönstrade" fördelningsprinciper, det vill säga principer som fördelar tillgångar utefter någon naturlig dimension, exempelvis behov eller samhällelig nytta. Han betonar vikten av att en adekvat fördelningsprincip måste vara "historisk", det vill säga ta hänsyn till förtjänst, snarare än att bara se till vilka förhållanden som föreligger för tillfället.
Problemet med de flesta, om inte alla, andra fördelningsprinciper är enligt Nozick att de kränker grundläggande mänskliga rättigheter, nämligen självägarskapet (att äga sig själv) och äganderätten. För att upprätthålla en fördelning som grundas på någon naturlig egenskap, exempelvis behov, krävs en central administration som utkräver skatt för att kunna omfördela tillgångarna till de mest behövande. Detta kränker självägarskapet på så sätt att man i praktiken utsätts för tvångsarbete: En skattenivå på 25 procent motsvarar 10 av 40 timmars arbete, vilket är timmar som man tvingas arbeta för att hjälpa andra. Kritiker av denna analys menar att tvångsarbete endast skulle uppstå om arbetsplikt skulle råda; lönearbete är, om än av nöden, ett personligt val och en situation som kan utnyttjas för statlig vinning. Den situation som Nozick beskriver ska alltså hellre jämföras med kapitalägarens utsugning av arbetarna inom en marxistisk analys; mervärdet av personens arbete överförs till andra, i det här fallet för att skapa fördelar för de som inte kan eller lyckas försörja sig tillräckligt genom eget arbete. 
Den slutsats Nozick drar av sina resonemang är att den enda stat, som kan rättfärdigas, är en minimal sådan, som endast ser till att skydda de grundläggande rättigheter som medborgarna har.

## Verk
- 1974 – Anarchy, State and Utopia (översättning Margareta Eklöf, Ratio, 1986)
- 1981 – Philosophical Explanations
- 1989 – The Examined Life
- 1993 – The Nature of Rationality
- 1997 – Socratic Puzzles
- 1998 – Why do intellectuals oppose capitalism? (översättning Magnus Eriksson, Timbro, 1999)
- 2001 – Invariances: The Structure of the Objective World